# 百色巴马机场
百色巴马机场是一个中国机场，位于广西百色市田阳区，于1965年兴建，之后一直为军用机场，直到2003年才成为军民合用机场。
百色机场各项民用设施于2005年3月15日开工建设，2006年10月完工，按照到2010年满足年吞吐量8万人的标准设计。2007年2月4日正式通航。
2013年9月8日，百色右江机场正式更名为“百色巴马机场”。
2022年2月7日0时起，因疫情防控需要，该机场暂停营运（执行“不进不出”管控措施，机场经停飞机执行“不上不下”措施）。2月15日起，百色市解除“不进不出”管控措施，机场恢复运营。

## 航点
2025夏秋航季
| 航空公司           | 目的地                   |
| ------------------ | ------------------------ |
| 中国南方航空（CZ） | 长沙、北京大兴（经长沙） |
| 中国东方航空（MU） | 重庆、上海浦东（经重庆） |